# Дураші
Дураші (груз. დურაში) — село в Грузії.
За даними перепису населення 2014 року в селі проживає 30 особа.